# Западный Токантинс (мезорегион)

Западный Токантинс на карте.

Западный Токантинс (порт. Mesorregião Ocidental do Tocantins) — административно-статистический мезорегион в Бразилии, входит в штат Токантинс. Население составляет 870 586 человек на 2010 год. Занимает площадь 155 834,653 км². Плотность населения — 5,59 чел./км².

## Демография
Согласно сведениям, собранным в ходе переписи 2010 г. Национальным институтом географии и статистики (IBGE), население мезорегиона составляет:
| Полное население                            | Полное население                            | Полное население                            | Полное население                            | 870 586 |
| ------------------------------------------- | ------------------------------------------- | ------------------------------------------- | ------------------------------------------- | ------- |
| в том числе:                                | Городское население                         | 670 210                                     | Процент городского населения, %             | 76,98   |
|                                             | Сельское население                          | 200 376                                     | Процент сельского населения, %              | 23,02   |
|                                             | Мужское население                           | 442 138                                     | Процент мужского населения, %               | 50,79   |
|                                             | Женское население                           | 428 448                                     | Процент женского населения, %               | 49,21   |
| Плотность населения, чел/км²                | Плотность населения, чел/км²                | Плотность населения, чел/км²                | Плотность населения, чел/км²                | 5,59    |
| Население мезорегиона в % к населению штата | Население мезорегиона в % к населению штата | Население мезорегиона в % к населению штата | Население мезорегиона в % к населению штата | 62,93   |

## Статистика
- Валовой внутренний продукт на 2003 составляет 2 677 469 831,00 реалов (данные: Бразильский институт географии и статистики).
- Валовой внутренний продукт на душу населения на 2003 составляет 3315,99 реалов (данные: Бразильский институт географии и статистики).
- Индекс развития человеческого потенциала на 2000 составляет 0,696 (данные: Программа развития ООН).

## Состав мезорегиона
В мезорегион входят следующие микрорегионы:
1. Арагуаина
2. Мирасема-ду-Токантинс
3. Гурупи
4. Бику-ду-Папагайю
5. Риу-Формозу